# Облога Діу (1538)
Облога Діу 1538 року, відома також як Перша облога Діу — облога контрольованого португальцями міста Діу в Індії військами індійського султанату Гуджарат і Османської імперії восени 1538 року. Попри значні втрати, португальці змогли успішно витримати чотиримісячну облогу і змусити супротивника відвести свої війська і флот від міста. Була складовою Османсько-португальського протистояння в Індійському океані.

## Передумови
У 1509 році під стінами Діу відбулася велика морська битва між португальським флотом на чолі з Франсішку де Алмейда та об'єднаним флотом султана Гуджарат, Мамелюцького султанату Єгипту і заморина Калікута за підтримки Османської імперії, яка закінчилась впевненою перемогою португальського флоту, проте від окупації самого міста Діу португальці тоді відмовились. З 1517 року османи намагалися об'єднати сили з Гуджаратом, щоб боротися з португальцями в Індійському морі. В Діу, за підтримки османського адмірала Салман-реїса, до влади прийшли проосманські сили під керівництвом капітана Хаджи Сефера.
На початку XVI ст. Діу і Сурат були головними портами в Гуджараті, з яких постачались індійські і південно-східні спеції в османський Єгипет. Однак португальське вторгнення в Індійський океан і напади португальського флоту на торгові кораблі місцевих мусульманських держав значно підірвало  цю торгівлі. Наприклад, у 1530 році венеційці не змогли отримати через Єгипет жодної партії прянощів.
В лютому 1531 року португальці під командуванням губернатора Нуну да Куньї взяли в облогу Діу і спробували захопити його силою, проте невдало. Після цього португальці розгорнули війну з Гуджаратом, спустошивши його узбережжя та кілька портових міст, як-от Сурат та Бассейн.
Однак незабаром султан Гуджарату Бахадур-шах, якому загрожував напад з боку імператора Великих Моголів Хумаюна, уклав угоду з португальцями, згідно якої він добровільно передав їм контроль над Діу в обмін на португальську допомогу проти Моголів і захист у разі падіння королівства. Португальці захопили фортецю Гогала (Бендер-і-Тюрк) поблизу міста і побудували форт Діу. Після того, як загроза з боку Хумаюна була знята, Бахадур наполегливо намагався домовитися про повернення португальцями міста, але 13 лютого 1537 року він трагічно загинув, потонувши за незрозумілих обставин під час переговорів на борту португальського корабля з губернатором Португальської Індії Нуну да Кунья, після чого обидві сторони звинувачували одну в цій трагедії. Незадовго до своєї загибелі Бахадур-шах відправив до османів посольство з проханням допомогти вигнати португальців з Діу, що і призвело до османської експедиції 1538 року.

## Османський флот на шляху в Діу
Після прибуття в Єгипет посланника султана Бахадура з великою даниною в 1536 році, султан Сулейман I доручив османському губернатору Єгипту, 60-річному Хадиму Сулейман-паші організувати та особисто очолити експедицією в Індію. Після прийняття рішення про похід, Сулейман-паша відразу заборонив будь-яке судноплавства в Червоному морі, щоб уникнути витоку інформації про підготовку експедиції.
За даними Таріх аль-Шіхрі, османське військо складалось з 80 кораблів і 40 000 чоловік. Гашпар Коррея наводить більш конкретні дані, стверджуючи, що турки зібрали в Суеці флот з 15 допоміжних галер, 40 королівських галер, 6 галіотів, 5 галеонів «з чотирма щоглами кожний», п'ять менших кораблів, шість фуст з Гуджарату і два бриги. Всього на ньому було понад 400 гармат, понад 10 000 моряків і веслярів (з них 1500 християн) і 6000 солдатів, з яких 1500 були яничарами. Паша найняв венеційського ренегата капітана Франциско з 10 галерами та екіпажем з 800 християн-найманців. 20 липня 1538 року армада відпливла з Джидди і перш ніж підійти до Адена, зупинилась біля острова Камаран.
У Адені паша Сулейман запросив прихильного португальцям правителя міста, шейха Аміра бін Давауда, на борт свого корабля, після чого наказав схопити його і повісити на реї перед усім містом. Після загибелі правителя, мешканці Адена здали місто османам без спротиву, хоча останні, тим не менш, пограбували його.
Експедиція покинула Аден 19 серпня, зайшла на Сокотру, після чого пройшла до західного узбережжя Гуджарату, попри втрату деяких кораблів під час плавання в Індійському океані. Це був найбільший флот, будь-коли відправлений Османською імперією в Індійський океан.

## Облога

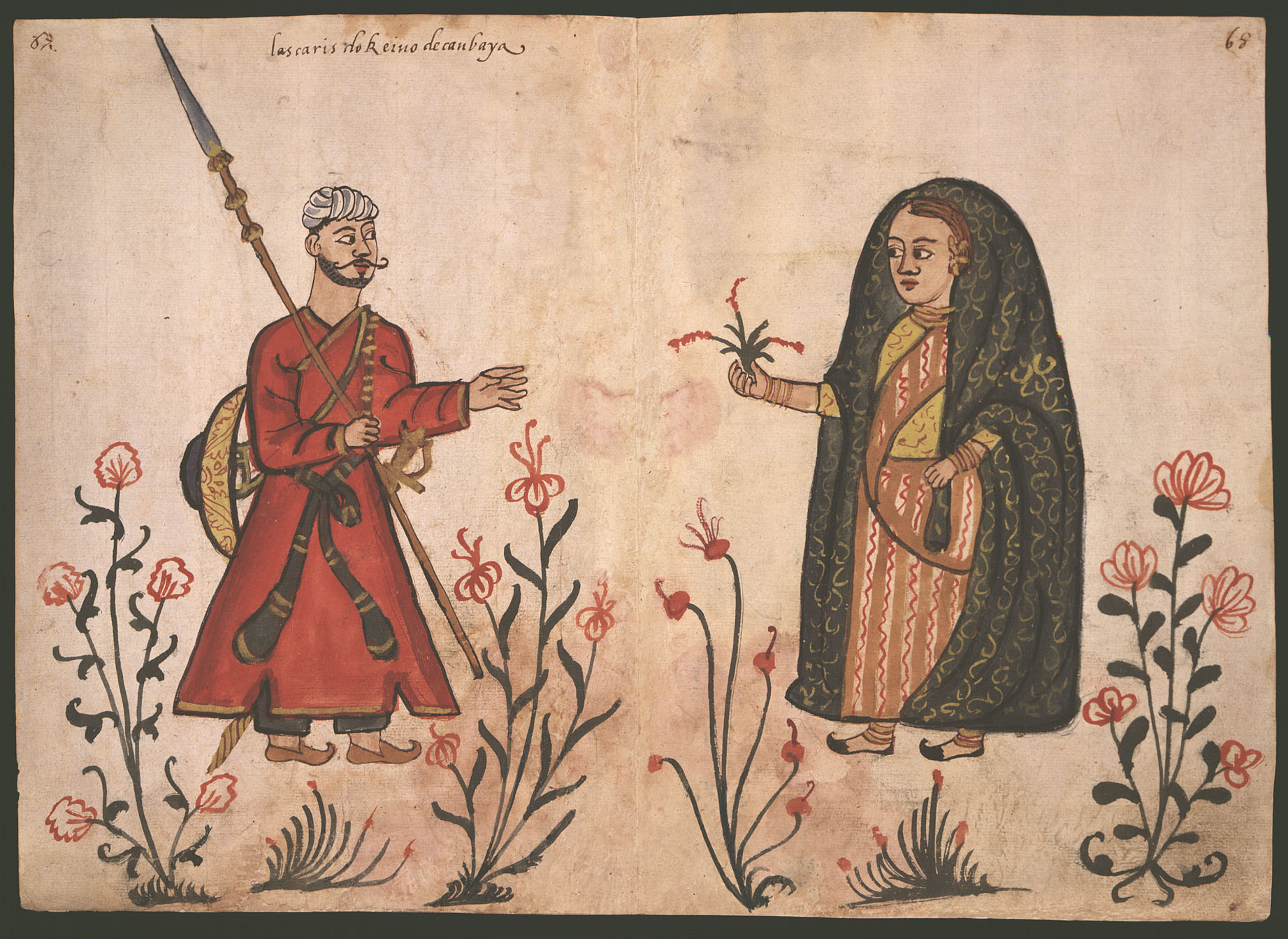
Португальське зображення гуджаратського піхотинця (і його дружини)

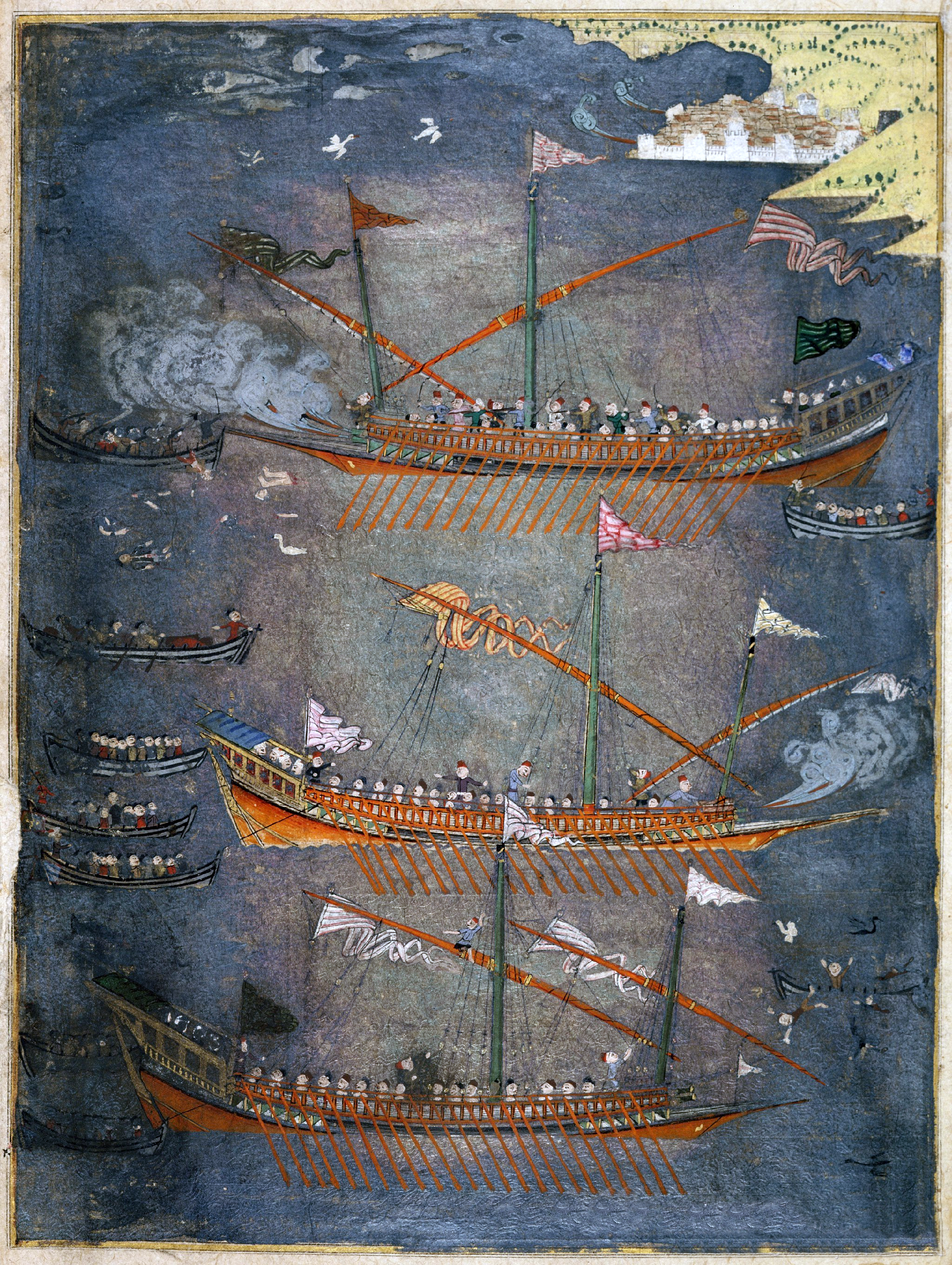
Турецькі галери, XVII ст

Капітаном Діу на той час був досвідчений Антоніу да Сілвейра, колишній капітан Бассейна і Ормуза, який брав участь у португальсько-гуджаратській війні 1531—1534 років. У португальській фортеці проживало близько 3000 чоловік, з яких лише 600 були солдатами.

### Перші напади
26 червня 1538 р. сили гуджаратців на чолі з Хаджаром Сафар (порт. Coge Sofar), албанським ренегатом з Отранто та впливовим лордом Гуджарату почали переправу через канал Діу на західну сторону острова. Португальці стримували індусів у західних стін міста достатньо довго, щоб наповнити свої запаси води та спалити свої сховища в місті, перш ніж нарешті відступити до фору на східному кінці острова.
Протягом наступних двох місяців гуджаратці турбували обложених у місті португальців обстрілами низької інтенсивності, в той час як португальці періодично проводили рейди з форту на позиції гуджаратців.
4 вересня до Діу прибув османський флот, заставши португальський гарнізон зненацька і заблокувавши фортецю з моря. Однак, Капітан да Сільвейра зміг відправити невелике судно з повідомленням про османський напад португальському губернатору Нуну да Кунья в Гоа. Сулейман-паша негайно висадив 500 яничарів, які взяли участь в пограбуванні захопленого міста, внаслідок чого відносини османів з гуджаратцями стали більш напруженими. Відтак яничари здійснили спробу штурмувати стіни фортеці, але були відбиті з втратами в 50 чоловік.
7 вересня на Діу обрушився сильний шторм, який пошкодив частину османського флоту і допоміг португальцям поповнити запаси води. Після цього османи почали вивантажувати на берег свою артилерію, а також висадили додатково ще 1000 військових і розпочали низку оборонних і облогових земляних робіт навколо форту. Схоже, до того часу гуджаратські лорди почали з недовірою ставитися до османів, можливо, побоюючись, що вони можуть утвердитися в Діу після вигнання португальців, то наступного дня гуджаратці відмовилися надавати османам будь-які додаткові постачання.
14 вересня прибуло чотири португальські фусти з Гоа і Чаула з підкріпленням.
28 вересня османська артилерія розпочала регулярний обстріл фортеці  як обстрілами з моря так і з боку суші. Португальці відповідали зустрічними обстрілами, зокрема їм вдалось потопити в морі османську галеру, але втратили кількох людей через вибух двох їхніх гармат-василісків.

### Напад на румський редут і листування з Франсішку Пачеку
На материку, за каналом Діу загін з 30—40 португальців на чолі з капітаном Франсішку Пачеку утримував редут у поселенні, яке назвали Румське поселення (порт. Vila dos Rumes, сучасна Гогола). 10 вересня армія гуджаратців обстріляла фортецю з турецької артилерії і спробувала штурмувати її за допомогою яничар, але була відбита.  28 вересня провалився Ще один штурм за участі 700 яничар, який також відбувся після тривалого гарматного обстрілу. Португальський гарнізон редуту чинив опір до 1 жовтня, коли його капітан Пачеку погодився здатися паші в обмін на обіцянку можливості безпечного проходу до португальської фортеці. Але коли португальці здалися, Сулейман-паша негайно ув'язнив їх на своїх галерах.

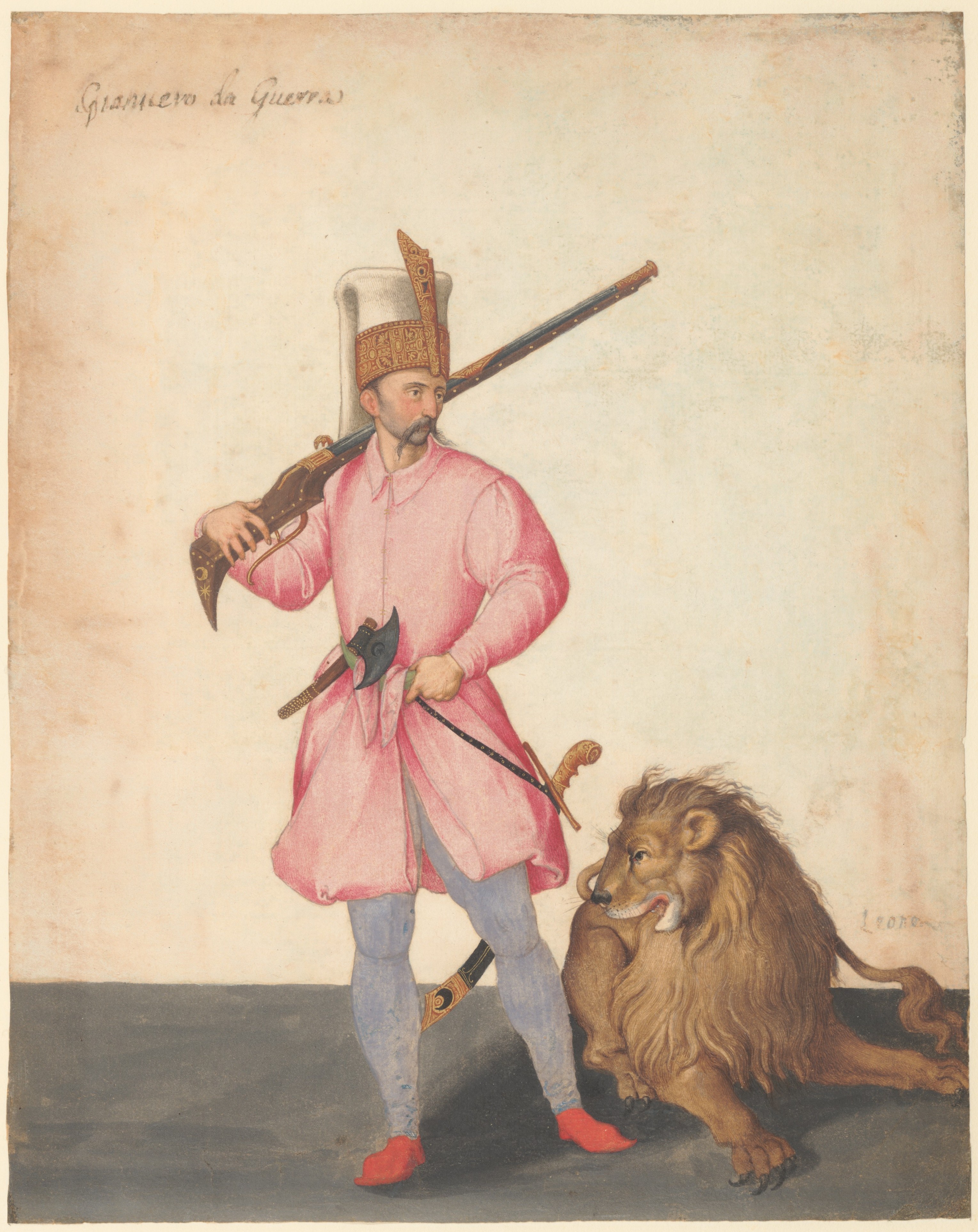
Яничар, близько 1577 р

Потрапивши в полон, керівник редуту капітан Франсішку Пачеку написав листа капітану Антоніу да Сільвейра, рекомендуючи йому скласти зброю. Лист передав португальський ренегат Антоніу Фалейру, який прийняв іслам і одягнувся по-турецьки, так, що  колишні товариші спочатку його не впізнали. Антоніу да Сільвейра, який вважав поведінку паші зрадницькою, а поради Пачеку обурливими відповів відмовою.

### Штурм фортеці

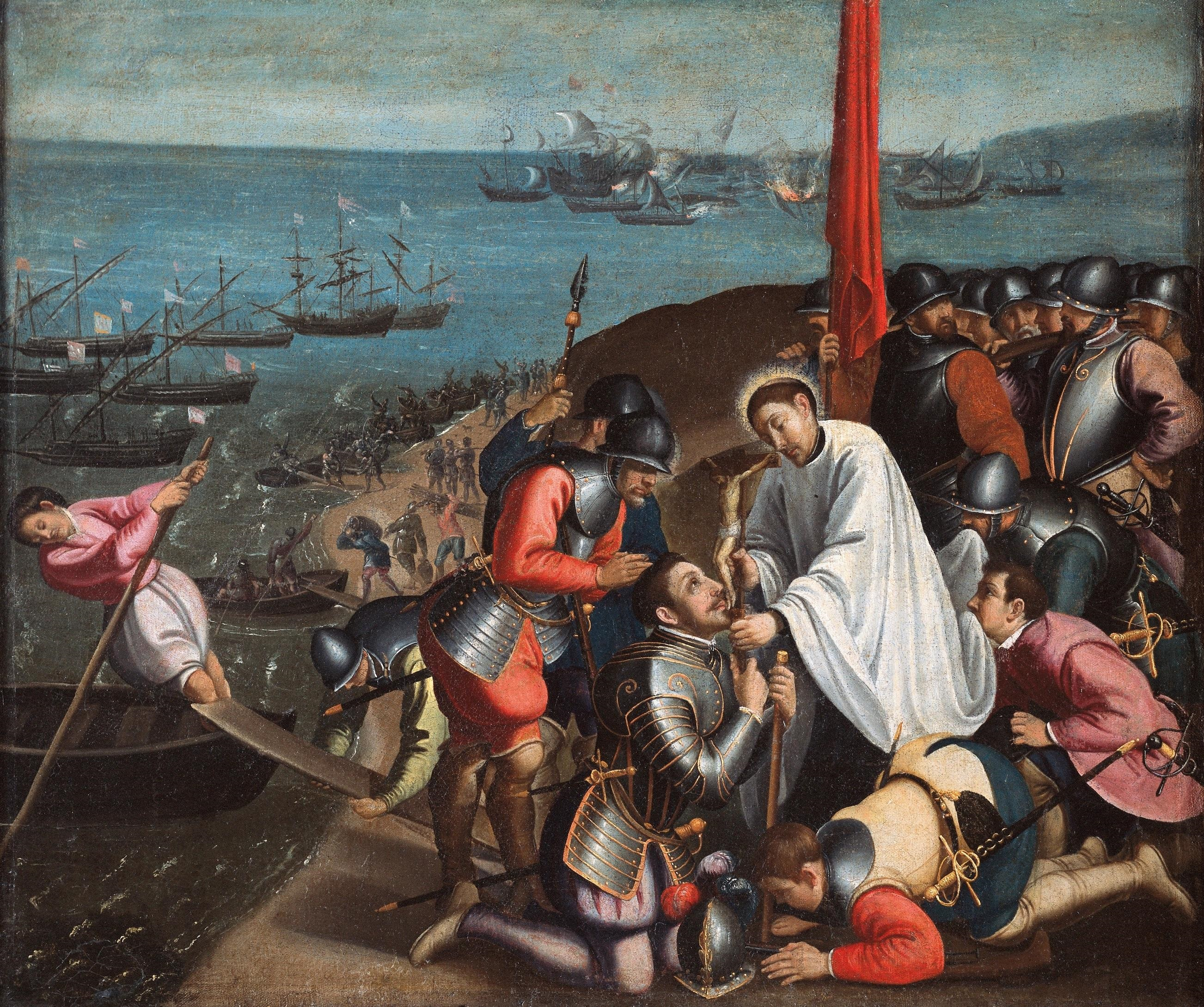
Португальські солдати, 1619 р. Картина Андре Рейнозо

До 5 жовтня османи завершили свої облогові роботи і зібрали всю свою артилерію, яка включала 9 василісків, 5 великих бомбард, 15 важких гармат і 80 середніх і малих гармат, які обстрілювали португальську фортецю протягом наступних 27 днів. Тієї ночі з Гоа прибуло ще 5 кораблів з порохом і підкріпленням для португальського гарнізону. Після семи днів обстрілів частина фортеці Гашпара де Соуза впала, і турки спробували піднятися на неї «з двома прапорами», але були відбиті з великими втратами від бомб і вогню з аркебуз. Атака наступного ранку зустріла не менш запеклий опір з боку португальці. Згодом османи надіслали у рів саперів, щоб підірвати стіни фортеці, і, попри кілька втрат, зуміли вибухом утворити пролом в стіні, але португальці встигли спорудити зсередини навколо пролому барикаду і завдало багато втрат нападникам, коли вони спробували прорватися. Коли вночі обстріл припинився, португальці під покровом темряви відремонтували стіни фортеці.
З артилерійської батареї на протилежному березі османи обстрілювали також невеличкий португальський «Морський форт» (порт. Baluarte do Mar), що стояв на острівці посеред гирла річки і обстрілював фланг мусульманських позицій. 27 жовтня Сулейман-паша наказав 6 невеликим галерам спробувати піднятися на фортецю, але потрапив під сильний вогонь португальських гармат. Наступного дня турки витягнули 12 галер і знову спробували «піднятися на борт» фортеці, але були відбиті з великими втратами через бомби.
30 жовтня паша Сулейман спробував остаточну диверсію, імітувавши відхід своїх сил, посадивши на борт 1000 чоловік. Завжди обережний, Антоніу да Сілвейра наказав вартовим бути напоготові — на світанку 14 000 чоловік, розділених на три «прапори» спробували штурмувати фортецю прямо під час її обстрілу османською артилерією, не звертаючи уваги на дружній вогонь. Кілька сотень османських військових зуміли піднятися на стіни та підняти там свої прапори, але португальцям вдалося дати відсіч нападникам, убивши 500 і поранивши ще 1000 в результаті обстрілів і бомб з бастіону Сан-Томе.
Оскільки османські стосунки з Коджа Сафаром і гуджаратцями зіпсувались і Сулейман-паша дедалі більше побоювався бути спійманими флотом віцекороля Португальської Індії, 1 листопада паша нарешті вирішив відмовитися від облоги і почав знову саджати свої війська на кораблі. Підозрюючи чергову хитрість паші, капітан Сільвейра наказав 20 своїм останнім людям здійснити вилазку, щоб обдурити ворога їхніми силами, що скорочуються. Партії вдалося захопити турецький прапор.
Сулейман-паша мав намір відпливти 5 листопада, але через несприятливу погоду османський флот не зміг того дня вийти з гавані Діу. Тієї ж ночі дві португальські невеликі галери досягли Діу з підкріпленням і припасами, стріляючи з гармат і сигнальних ракет. Наступного ранку був помічений флот з 24 невеликих галер, і, вважаючи його авангардом рятувального флоту португальського губернатора, Сулейман-паша поспішно пішов, залишивши 1200 загиблих і 500 поранених. Після відходу османів, Хаджар Сафар підпалив свій табір і також незабаром покинув острів зі своїми силами. Насправді це був просто передовий флот під командуванням Антоніу да Сілви Менезеша і Луїша де Атаїде, відправлений з Гоа з підкріпленням, припасами та новиною, що губернатор незабаром вирушить їм на допомогу. Хоча вони не брали участі в боях, нечисленні сили були тріумфально прийняті в межах зруйнованої фортеці останніми вижившими оборонцями. У португальців на той час було критично мало пороху та припасів, і вони мали менше 40 здорових і не поранених чоловіків; на останніх етапах облоги португальці свідчать, що навіть жінки допомагали в його обороні. Катаріна Лопеш та Ізабель Мадейра — приклади двох жінок-капітанів, які брали активну участь під час облоги, вони очолювали загін жінок-солдатів.

## Підготовка допоміжного флоту в Гоа

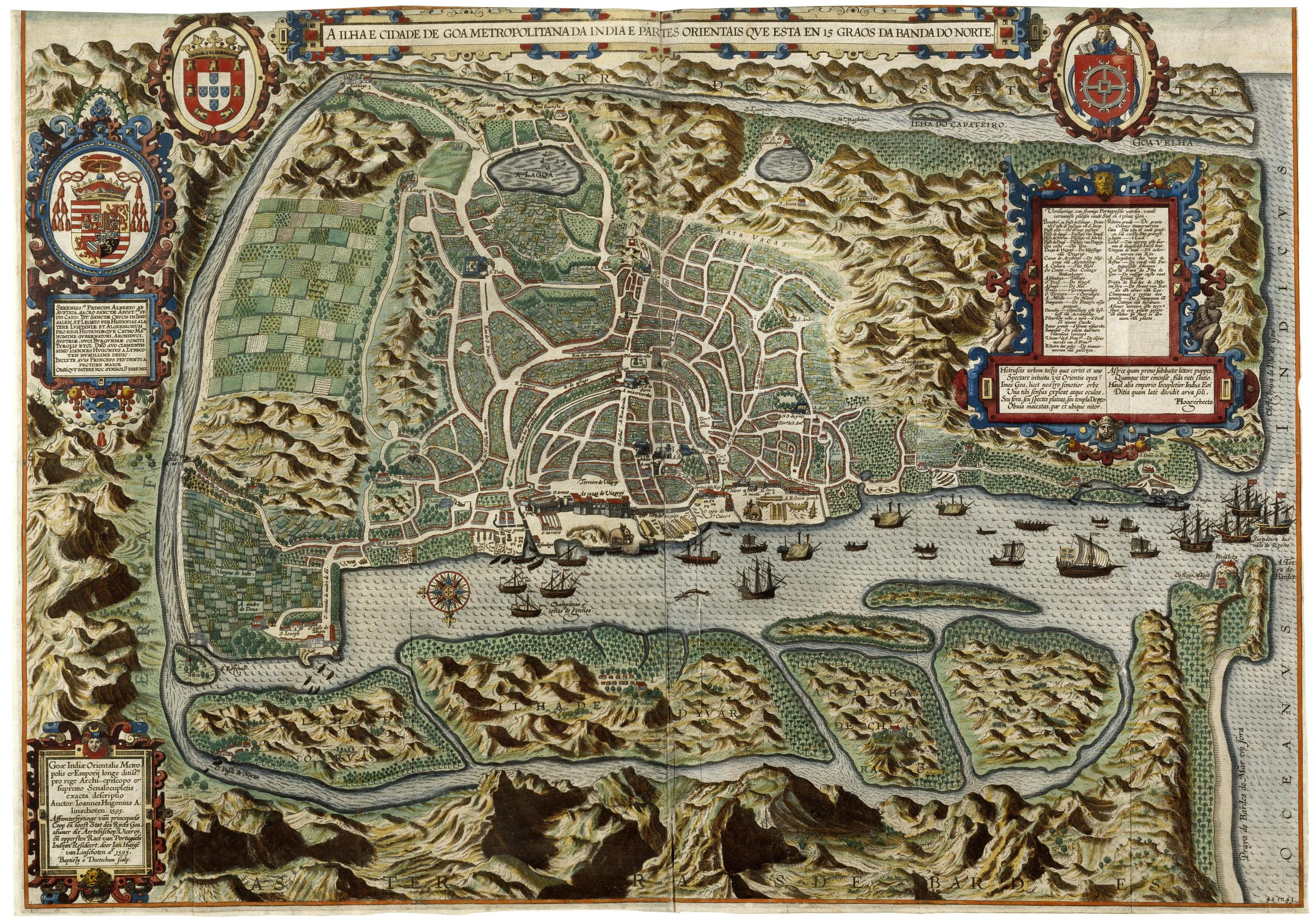
Гоа, голова всіх португальських володінь на Сході

Судно з повідомленням про османський напад, надіслане Антоніу да Сільвейра, прибуло до Гоа в середині вересня, але губернатор Нуну да Кунья на момент його прибуття вже знав про присутність османського флоту в Індії: португальці перехопили турецький галеон на півдні Індії та ще одну галеру, яка відбилась від головного османського флоту і зайшла у Хонавар, де португальці знищили її за допомогою місцевих жителів (бій, в якому брав участь Фернан Мендеш Пінту). Губернатор зібрав на допомогу Діу флотилію з 14 галеонів, кількох каравел, 8 галер і понад 30 менших гребних кораблів, але 14 вересня в Гоа прибув Гарсіа де Норонья — новий віцекороль, призначений Лісабоном, і зажадав негайної зміни на посаді.
До кінця 1537 року повідомлення про підготовку Османської імперії в Єгипті дійшли до Лісабона через Венецію, і король Жуан III негайно наказав якнайшвидше відправити до Індії підкріплення з 11 нау і 3000 солдатів, з яких 800 були фідальго, на чолі з новим віцекоролем Гарсія де Норонья. Однак прибувши у Гоа, Гарсія оцінив сили допомоги, організовані губернатором Нуну да Куньєю, недостатніми, хоча португальські ветерани в Індії стверджували протилежне. Віцекороль залишався в Гоа ще два місяці, організувавши свої сили, поки не зібрав значний флот, який, за словами Жуана де Барруша, налічував 170 вітрил і 4500 португальських солдатів, а згідно з докладним звітом Франсішку де Андраде, він складався з 152 судна, які включали 9 важких карак, 14 галеонів, 13 малих каравелів, 8 військових каравел, 5 латинських каравел, 1 бастард галера, 13 королівських галер, 15 галеон, 11 середземноморських бригантин, 2 albetoça4 і легкі галери 18. весла, на борту яких 5000 португальських солдатів, 3000 індійських допоміжних військ, 1500 португальських моряків, безліч місцевих моряків, веслярів і бойових рабів і трохи менше 400 важких і 600 легких гармат. Однак, коли експедиція збиралася вирушити до Діу, корабель прибув до Гоа з інформацією, що облога знята.

## Наслідки

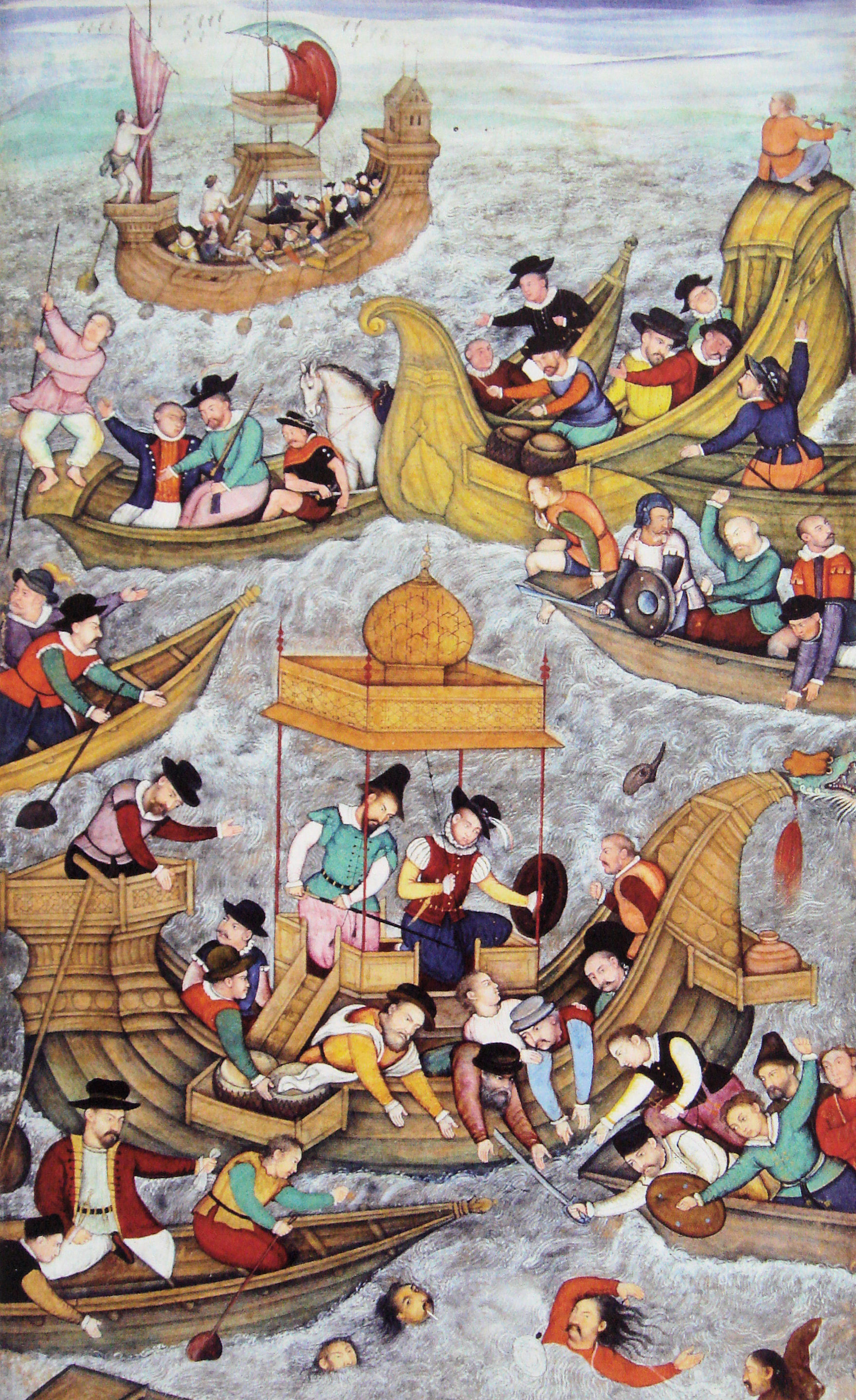
Смерть султана Бахадура на очах у Діу під час переговорів з португальцями в 1537 році Акбарнама, кінець 16 ст.

Поразка об'єднаних османських і гуджаратських військ у Діу стала критичною невдачею в планах Османської імперії щодо розширення свого впливу на Індійський океан. Без відповідної бази чи союзників невдача в Діу означала, що османи не змогли продовжити свою кампанію в Індії, залишивши португальців безперешкодно на західному узбережжі Індії. Ніколи більше османи не відправлять таку велику армаду до Індії.
Після невдалої облоги османи повернулися до Адена, де укріпили місто 100 артилерійськими установками. Один з них досі помітний у Лондонському Тауері після захоплення Адена британськими військами в 1839 році . Сулейман-паша також встановив османський сюзеренітет над Шіром і Забідом і реорганізував території Ємену і Адена в Османську провінцію, або Бейлербейлік.
Пізніше ветеран Лопу де Соуза Коутінью розповідав, що «ходили чутки», що португальці, які здалися Сулейман-паші, були вбиті в Червоному морі, повертаючись до Єгипту. Справді, в Ас-Саліфі, біля острова Камаран, паша вбив усіх підконтрольних йому в'язнів, загалом 140, а їхні голови виставили на показ у Каїрі.
Сулейман-паша мав намір розпочати другий похід проти португальців у Діу, але цього не сталося. У 1540 році португальці відправили в Суец експедицію у відповідь з флотом із 72 кораблів на чолі з Ештеваном да Гама. Португальський флот розграбував Суакін та Кусайр і поширив паніку в Єгипті, проте захопити Суец йому не вдалось. 1546 року османи створили нову військово-морську базу в Басрі, загрожуючи португальцям в Ормузі. Османи зазнали відчутної морської поразки від португальців у Перській затоці в 1554 році. Подальший конфлікт між османами та португальцями призвів до османської експедиції в Ачех у 1565 році.
Португалія володіла анклавом Діу до операції «Віджай» у 1961 році

## Галерея

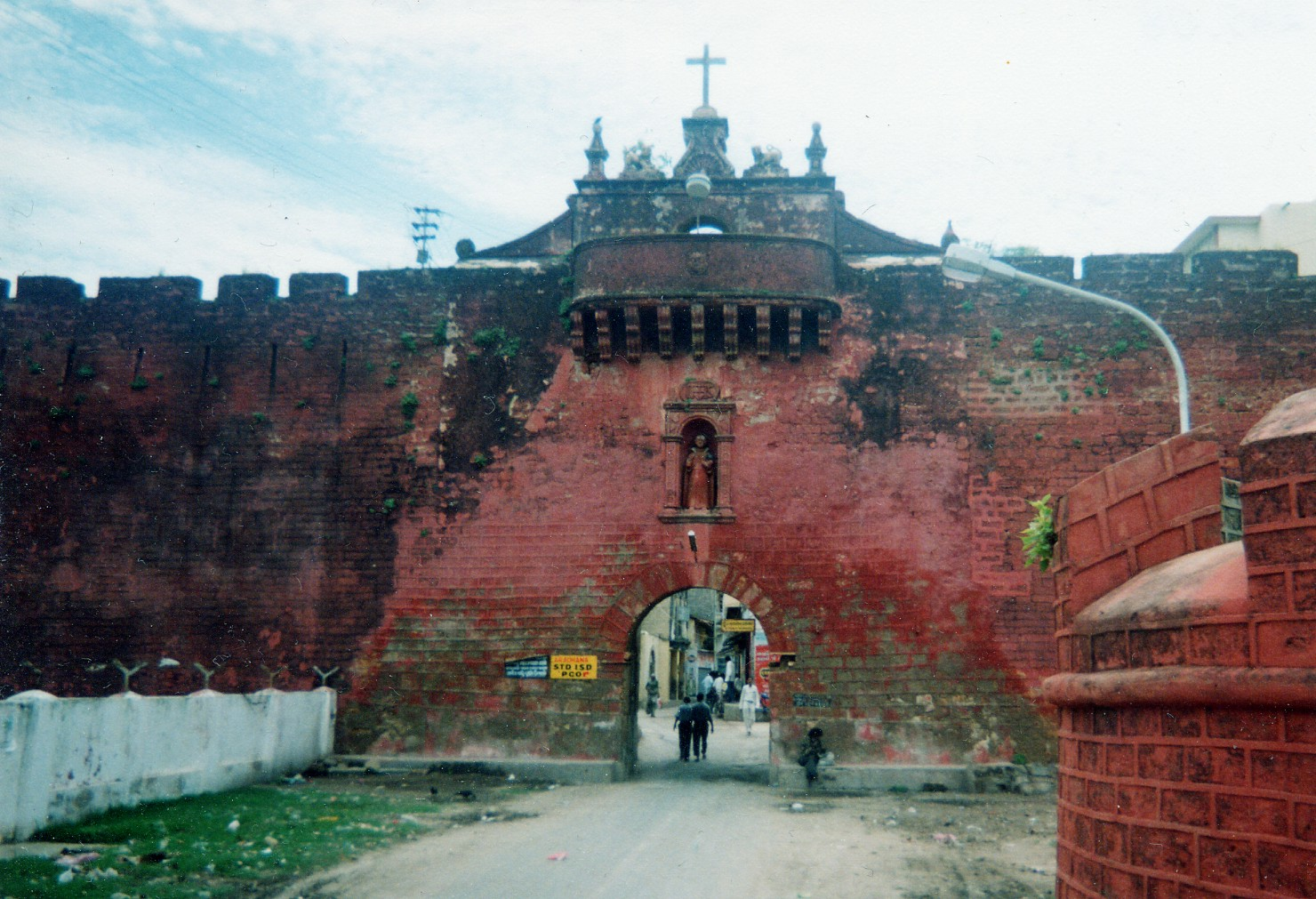
Ворота зовнішніх стін Діу.
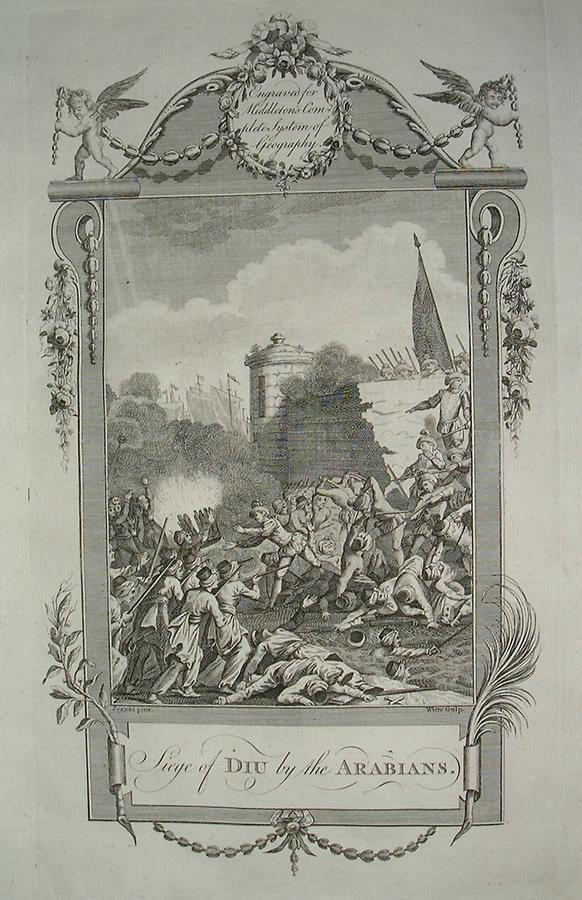
Облога Діу «арабами»
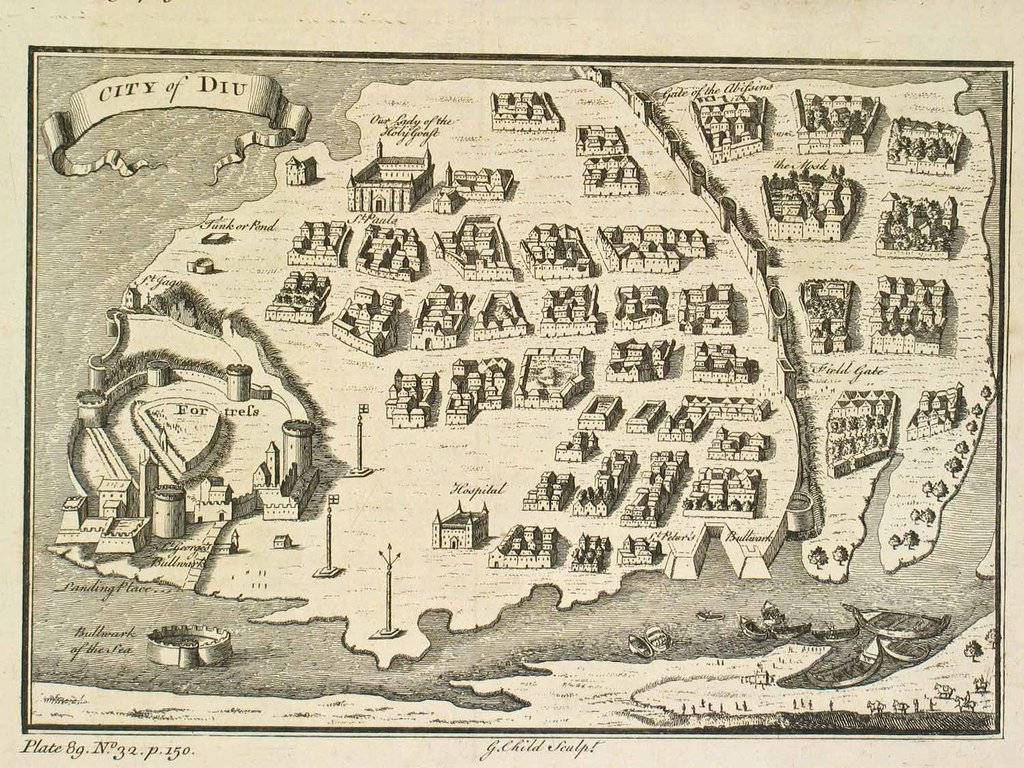
Карта Діу, 1729 рік.
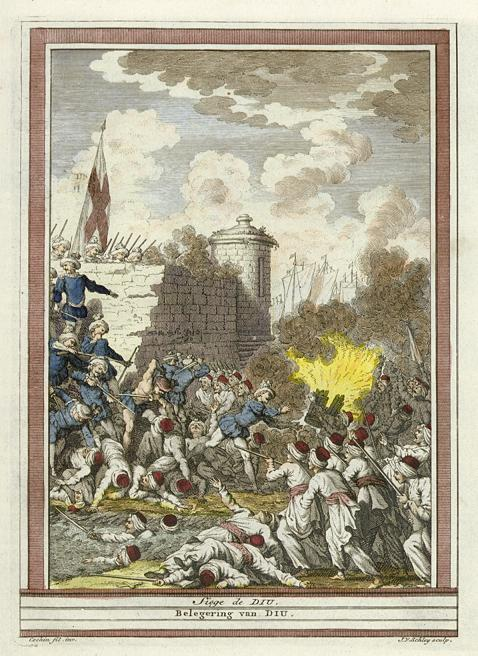
Зображення 18 століття облоги Діу
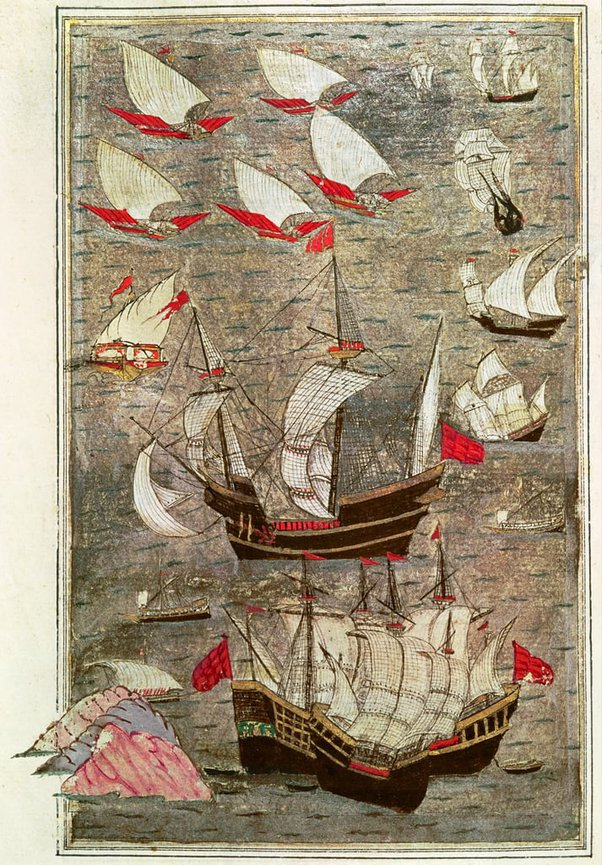
Османський флот в Індійському океані в XVI ст.
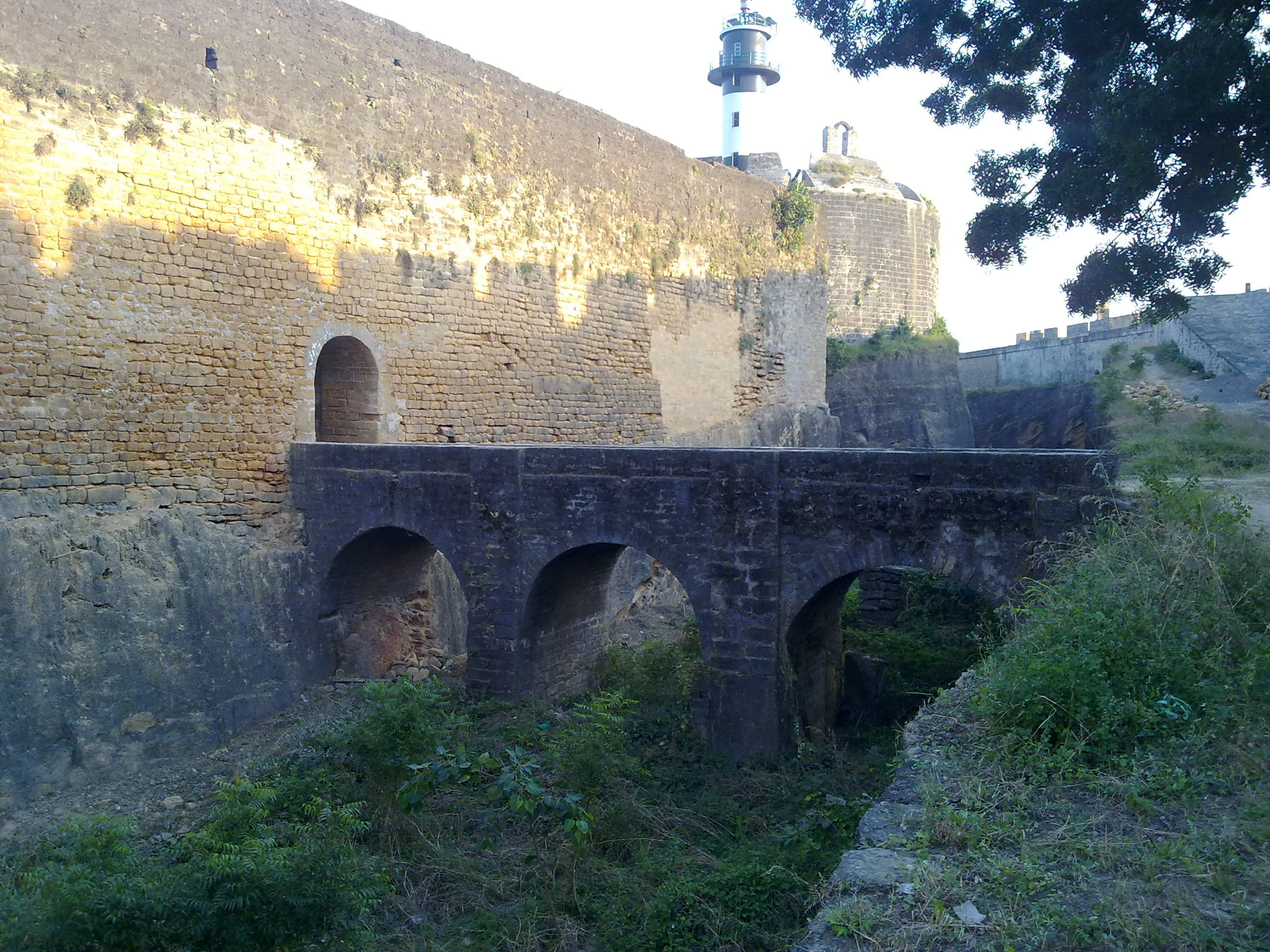
Внутрішня стіна і рів форту Діу
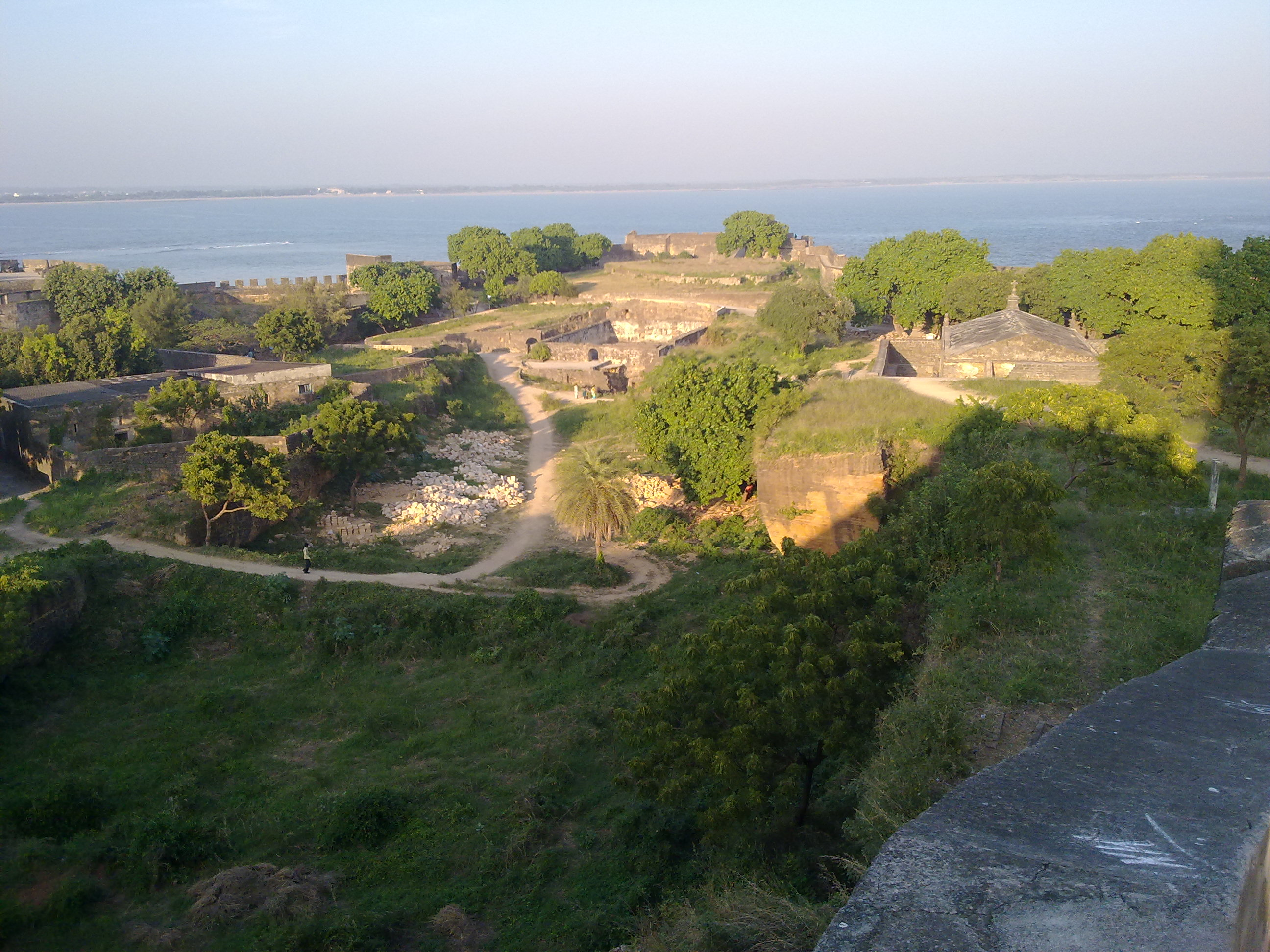
Вид зі стін
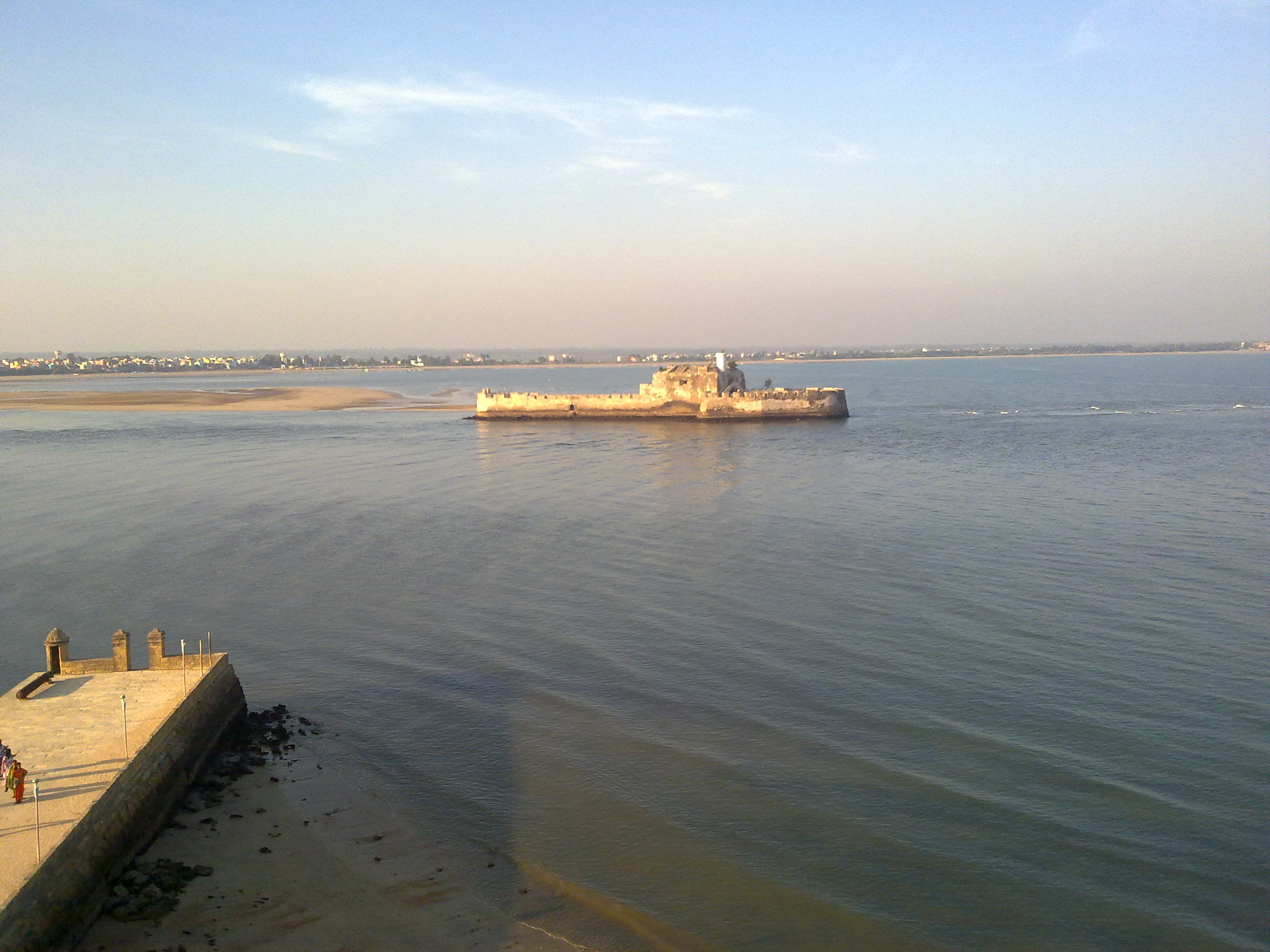
Морський форт, нині знаний як Панікота, вид з цитаделі
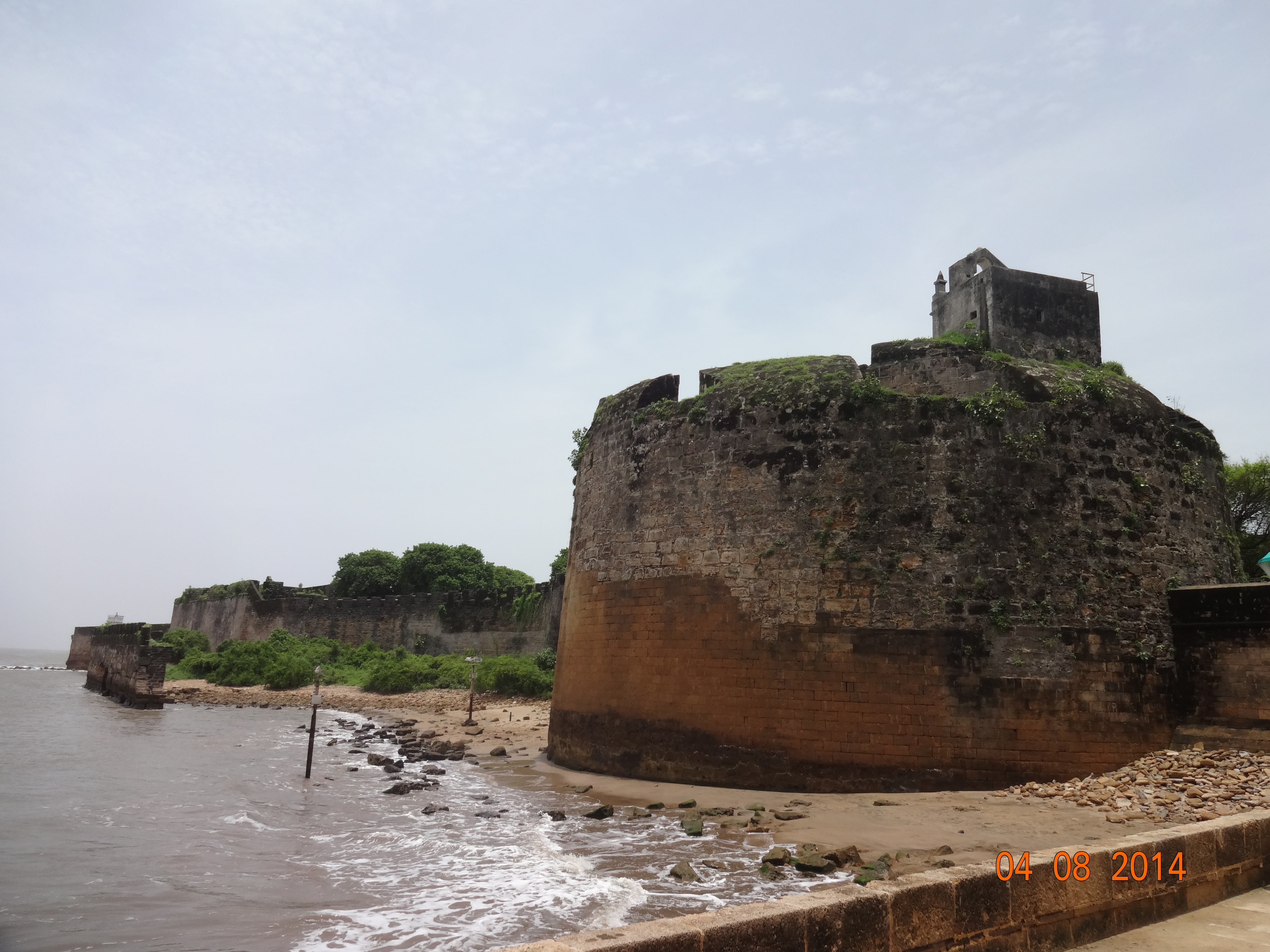
Бастіон Сан-Жорже
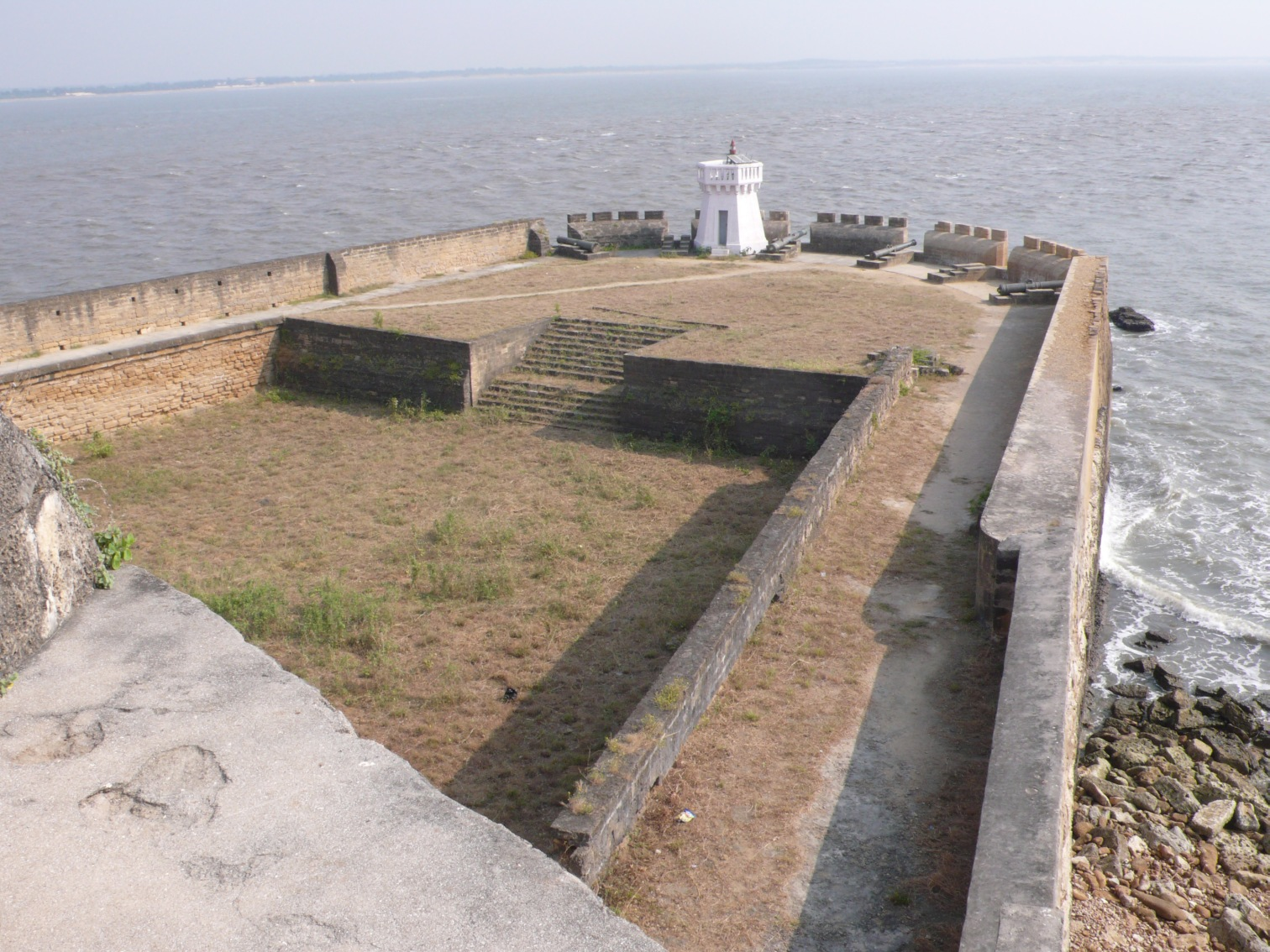
Морська стіна
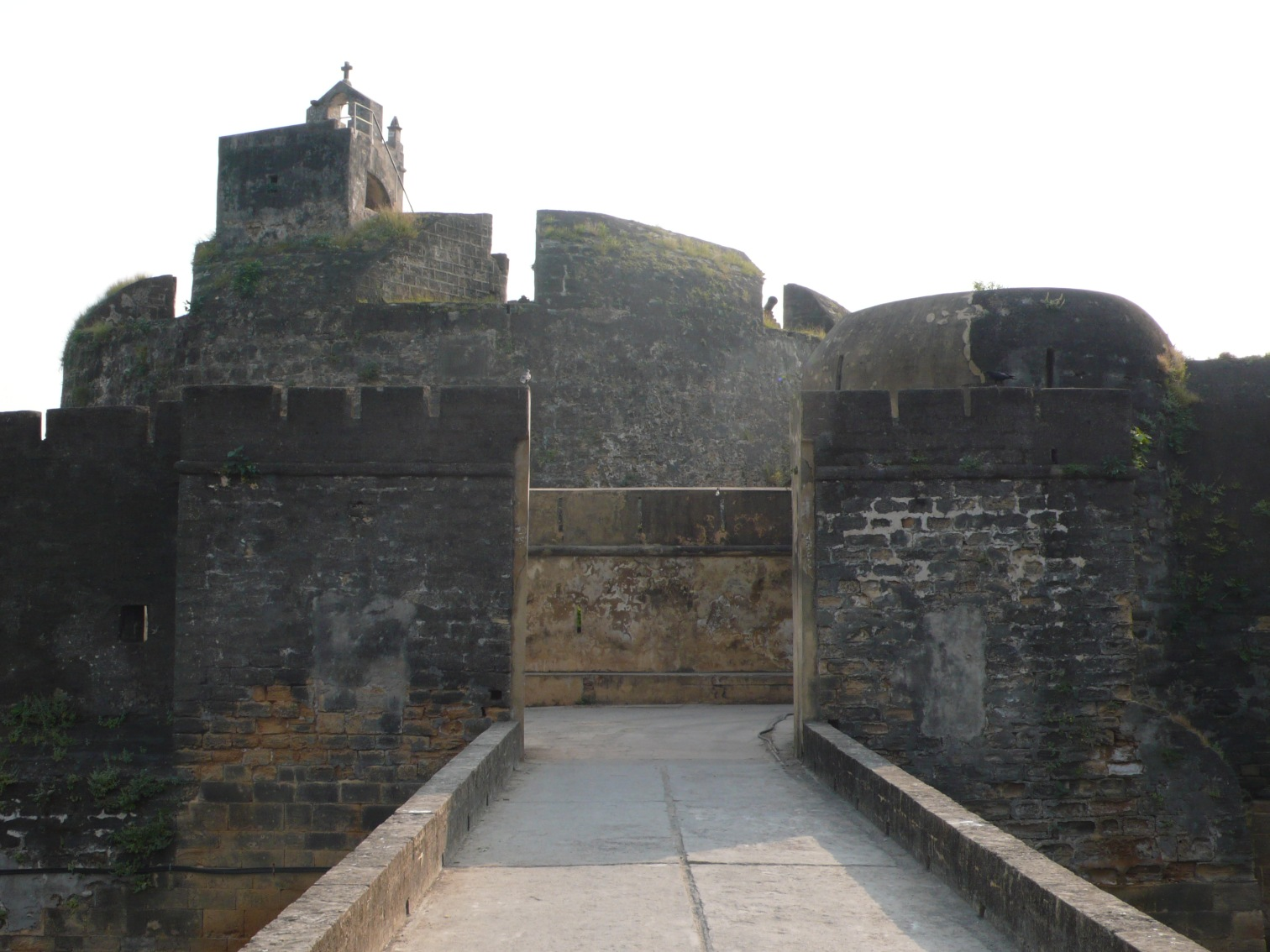
Ворота
Рів
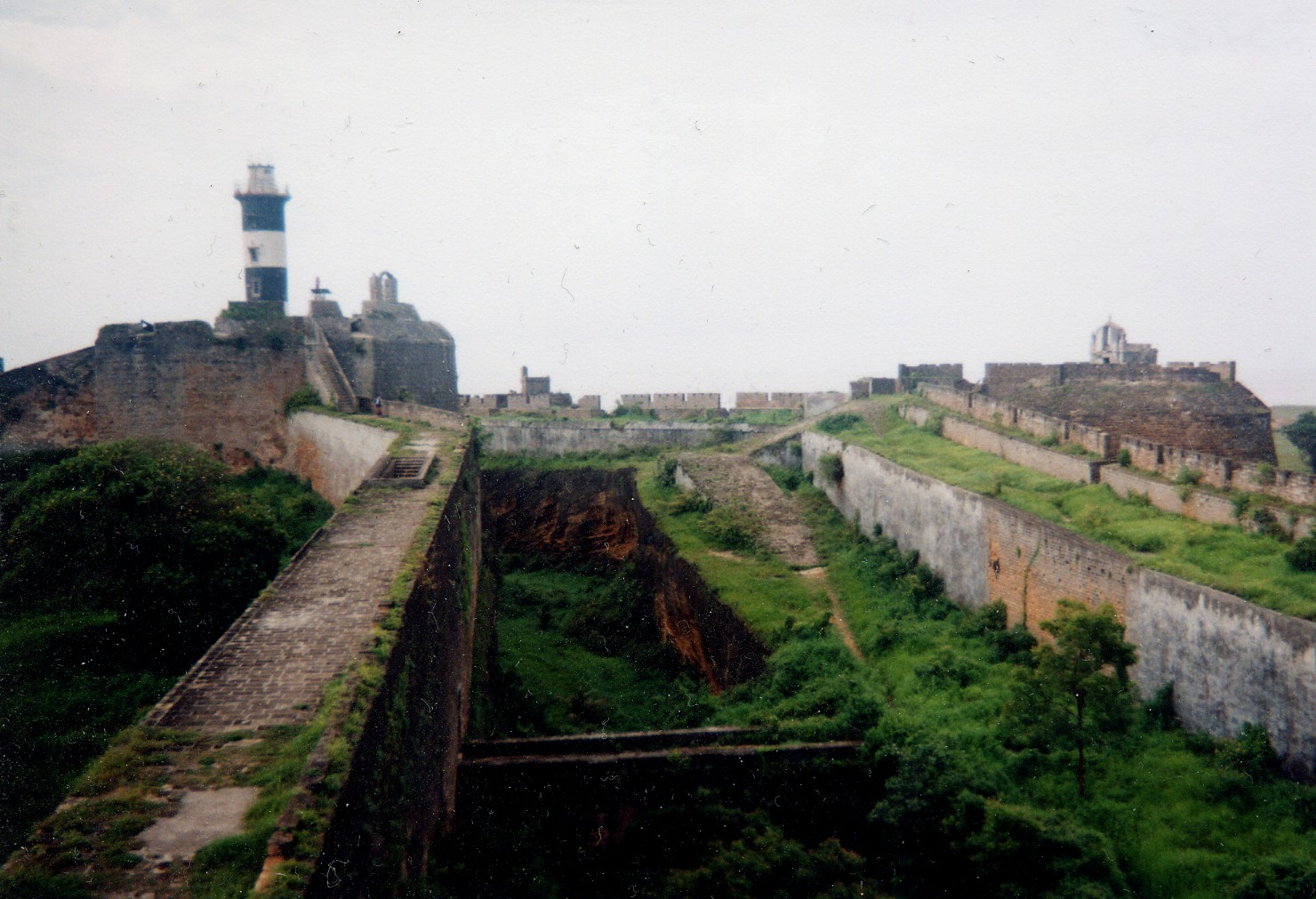
Внутрішні та зовнішні стіни
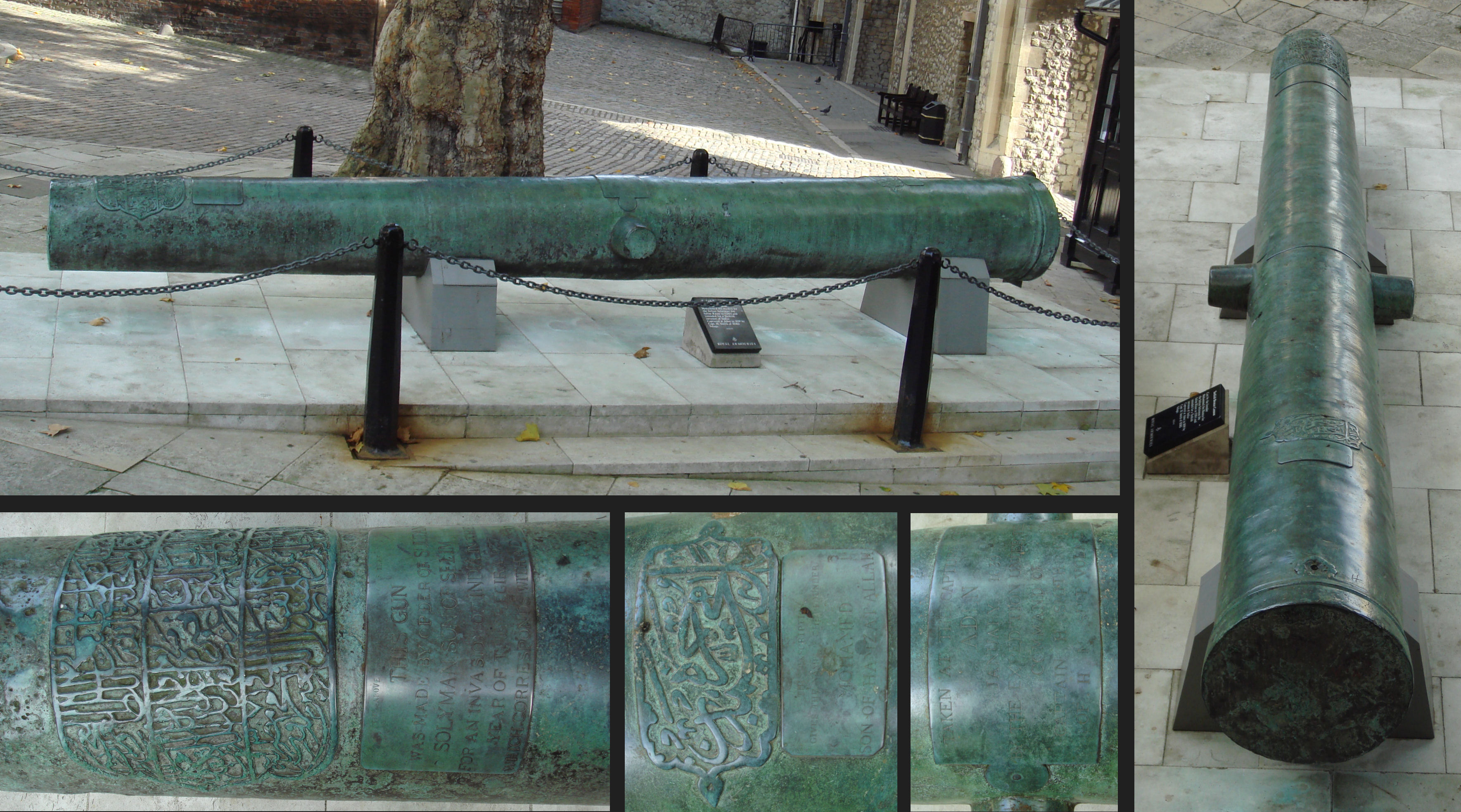
Гармата Хадима Сулеймана-паші, взята під час взяття Адена в 1839 році, зараз знаходиться в Лондонському Тауері .
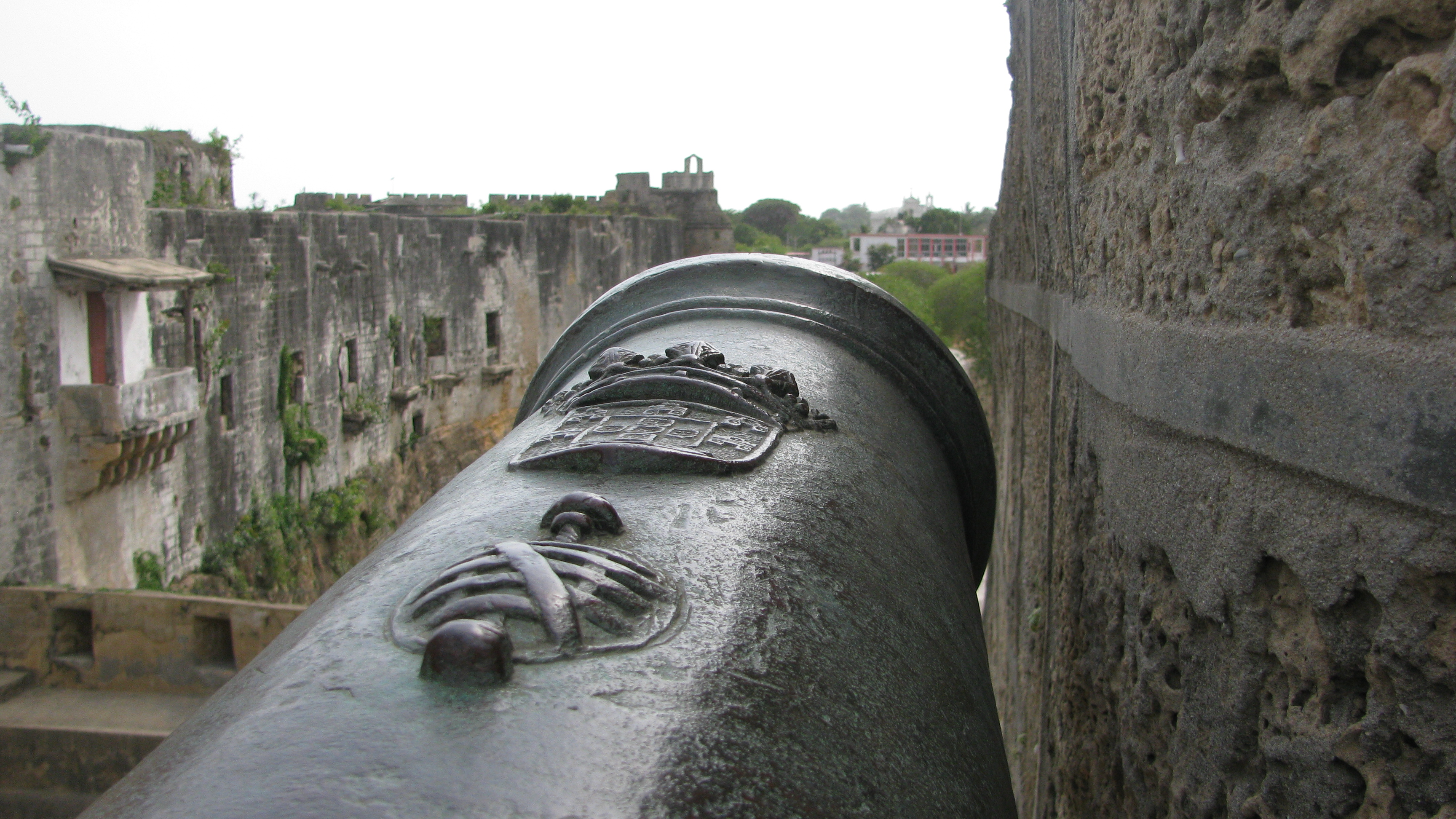
Португальська гармата в Діу, на якій зображено герб Португалії
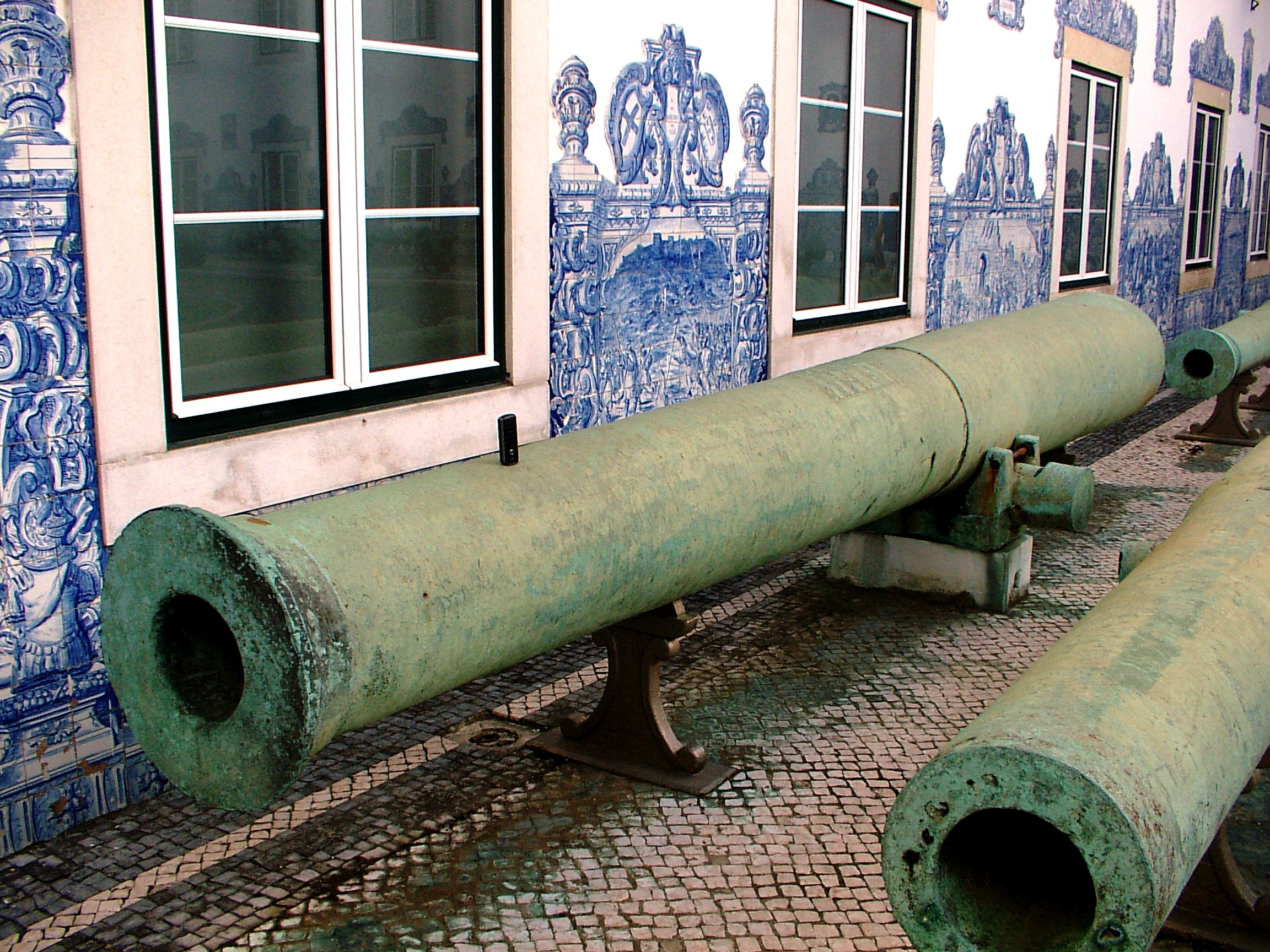
«Тіру де Діу», гуджаратський василіск, захоплений португальцями